# خديجتو المختار

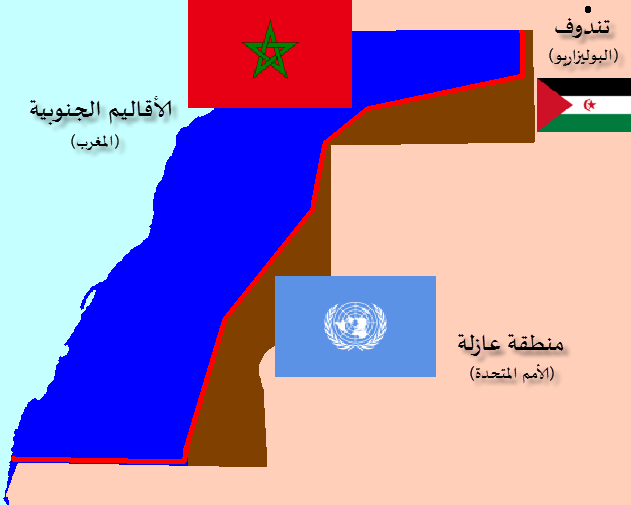
خريطة توضح موقع الجمهورية العربية الصحراوية

خديجو المختار هي سياسية في الجمهورية العربية الصحراوية المتنازع عليها والممثل الخاص للإقليم في بيرو. رئيسة اتحاد النساء الصحراويات. تم تعيينها ممثلة خاصة للسلك الدبلوماسي للجمهورية العربية الصحراوية (SADR) في بيرو من قبل الرئيس إبراهيم غالي في 15 مايو 2017.  وصفت المختار أيضًا بأنها «سفير متنقل إلى أمريكا اللاتينية».  اعترفت بيرو في الأصل بأن الجمهورية الصحراوية كدولة في عام 1984 لكنها ألغت هذا الاعتراف وجمدت العلاقات الدبلوماسية في عام 1996. 
طلب الرئيس غالي أن تسافر خديجو إلى بيرو لبدء مفاوضات لاستعادة العلاقات الدبلوماسية، التي وافق عليها في مايو 2016. كما زُعم أنها سافرت بدعوة من مجلس الشيوخ في بيرو.  حيث دخلت بيرو بجواز سفر إسباني وتأشيرة سياحية لأن وثائق الجمهورية الصحراوية لم تعترف بها البلاد.  كانت قد شاركت في اجتماعات سياسية بين 10 يونيو و 18 يوليو، ولكن عند إعادة دخول بيرو في 9 سبتمبر، تم رفض دخولها واحتجزت في مطار ليما الدولي.
تمت إضافتها إلى قائمة الأشخاص الممنوعين من دخول بيرو؛ لأن اجتماعاتها السياسية قد انتهكت شروط تأشيرتها السياحية. بقيت في المطار غير قادرة على دخول البلاد وغير راغبة في المغادرة رغم الدعوات لإطلاق سراحها.  رفضت المغادرة عن طيب خاطر إلى الجمهورية الصحراوية وتم وضعها في 28 سبتمبر في رحلة جوية إلى إسبانيا عكس رغبتها. 